# Dave Davis (Leichtathlet)
Dave Davis (* 20. August 1937) ist ein ehemaliger US-amerikanischer Leichtathlet, der in den Jahren um 1960 als Kugelstoßer und als Diskuswerfer in Erscheinung trat. 
Er gewann zwei nationale Meisterschaften im Kugelstoßen:
- 1958 (NCAA): 17,84 m
- 1963 (AAU): 19,04 m

Außerdem war er bei den Panamerikanischen Spielen erfolgreich.
- 1959 in Chicago gewann er im Kugelstoßen Bronze (17,01 m) hinter Parry O’Brien (Gold mit 19,04 m) und Dallas Long (Silber mit 18,51 m) (beide USA)
- 1963 in São Paulo gewann er zwei Medaillen:
  - Gold im Kugelstoßen (18,52 m) vor Billy Joe (USA; Silber mit 17,77 m) und dem Argentinier Cosme Di Cursi (Bronze mit 16,26 m)
  - Silber im Diskuswurf (51,03 m) hinter Bob Humphries (USA; Gold mit 57,82 m) und vor Ben Rebel Bout (Niederländische Antillen; Bronze mit 49,78 m)

Im Jahr 1960 wurde er Dritter der Ausscheidungen für die Olympischen Spiele in Rom, musste seine Teilnahme jedoch verletzungsbedingt absagen.